# Ceraso (Italia)
Ceraso (Cirasu in dialetto cilentano) è un comune italiano di 2 209 abitanti della provincia di Salerno in Campania.

## Geografia fisica

### Territorio
- Classificazione sismica: zona 3 (sismicità bassa), Ordinanza PCM. 3274 del 20/03/2003.

### Clima
La stazione meteorologica più vicina è quella di Casal Velino. In base alla media trentennale di riferimento 1961-1990, la temperatura media del mese più freddo, gennaio, si attesta a +8,7 °C; quella del mese più caldo, agosto, è di +25,7 °C.

## Storia
È molto probabile che i greci di Focea e di Elea (Velia) abbiano percorso tutto il territorio dell'odierno Comune di Ceraso nel salire alle Terre Rosse e al passo Beta.
E non è da escludere che alcuni di essi, alla ricerca di buon legname per alimentare il cantiere navale di Velia, si fossero fermati, e poi trattenuti, sull'ampio terrazzo di fiume (fiume Palisco = montano, oggi Palistro) alla cui foce era il porto settentrionale di Velia. Località che apparve loro assai ridente, vista dall'alto delle Tempe, ricca com'era di piante di ciliegio del genere prunus. Un terrazzo circondato da annose piante d'alto fusto.
Certamente vi si trattennero quando la località divenne un importante nodo viario. Vi giungeva, infatti, la via fluviale, la via lungo il Palistro; passava a poca distanza da quel luogo, la via per le Terre Rosse; di là partiva la comoda via che per le odierne Coste delle monache portava al passo Alfa (Cannalonga) e di là nel Vallo di Diano.
Comunque è certo che nell'Alto Medioevo l'abitato nel luogo doveva essere particolarmente fiorente se nei documenti antichi veniva indicato per ubicare abitati vicini.
Una pergamena del 6 maggio 1149 di papa Eugenio III riconosce all'abbazia di Cava il cenobio di Santa Barbara “ubi Cerasus dicitur”, (dove si chiama Ceraso). Notizia confermata da un'altra di pochi anni dopo di papa Alessandro II nel gennaio 1168.
L'abitato s'ingrandì anche per la sua felice posizione geografica, al centro degli abitati che dovevano poi costruire le sue frazioni in età napoleonica, quando il paese venne scelto come capoluogo del Comune.
Importante centro agricolo, per i suoi fertilissimi terreni alluvionali, il paese continuò via via a svilupparsi, realizzando in questi ultimi anni un singolare incremento edilizio. Ciò è stato determinato dalle migliorate condizioni economiche della popolazione che hanno consentito non solo la ristrutturazione delle vecchie case, dotandole di utili presidi moderni, quanto ha permesso la costruzione di nuovi alloggi, soprattutto monofamiliari.
Dal 1811 al 1860 ha fatto parte del circondario di Vallo, appartenente all'omonimo distretto del Regno delle Due Sicilie.
Dal 1860 al 1927, durante il Regno d'Italia ha fatto parte del mandamento di Vallo della Lucania, appartenente all'omonimo circondario.

## Monumenti e luoghi d'interesse
L'edilizia qui, come nelle frazioni, si è sviluppata, in tutte le direzioni, sottraendo sempre nuovi spazi fertili al terrazzo di fiume. Ve ne sono, però, ancora verso nord-est dove declina il paese (gli Ortali), un tempo ricchi di gelsi da baco da seta. Ve ne sono ancora verso le Serre, lungo la via san Antonio, lungo la via San Giovanni e lateralmente all'antica via provinciale che giunse a Ceraso a fine Ottocento. via che conserva ancora il nome di isola fertile, e cioè Isca, denominazione che va conservata e perciò via Isca.
Via che, seguendo la provinciale per Massascusa, parte da piazza San Silvestro fiancheggiando ancora giardini e stupendi colonnari porticati di ulivi.
Superata la piazza, a destra della via, sono state di recente costruite delle palazzine multifamiliari con botteghe. Subito dopo la curva della strada, e sempre a destra, è stata aperta una nuova strada che si prolungherà fino a via San Antonio, tratto della provinciale per Santa Barbara e oltre. Strada cui si propone di dare il nome di via Giovanni Lancillotti, professore di italiano e di francese nel Real Collegio del Salvatore, l'istituto più prestigioso della Napoli borbonica.
Giovanni Lancillotti scrisse la Grammatica Italiana (1777), poi adottata in tutte le scuole del regno e studiata persino dalla “real prole”. Umanista esimio di lui si diceva che sapesse di latino più dello stesso italiano. Un nome, dunque, degno di essere ricordato e appunto nella nuova strada che attraversa giardini un tempo della sua famiglia. Certamente tra le più doviziose famiglie borghesi dei dintorni della seconda metà dell'Ottocento quando si estinse.

### Piazza San Silvestro
Piazza San Silvestro (era detta pure “la levata” per la presa d'acqua per l'irrigazione). La piazza prese nome dalla seicentesca chiesa costruita dalla famiglia Lancillotti nel proprio giardino, ma con ingresso principale dalla piazza. La bella cappella, ricca di un prezioso busto di San Silvestro, di quadri, di un magnifico organo, venne demolita negli anni Venti per consentire un migliore ingresso al paese. Si volle eliminare, cioè una fastidiosa curva della strada provinciale che ad est la circondava.

La cappella, che avrebbe dovuto sostituirla, non venne più costruita dal Municipio all'"aria del ponte", a destra dopo le ultime case ora esistenti dell'odierna via Marconi.

Dalla piazza partono tre vie: la via Isca, di cui si è detto, la via Guglielmo Marconi e via Roma.

Per disposizione ministeriale degli anni Venti, si stabilì che in ogni Comune d'Italia venisse dedicata una via a Guglielmo Marconi, il genio italiano che con l'S.O.S., l'universale richiamo radio, tante vite sono state salvate; lo scienziato che con le sue ricerche dischiuse nuove vie alla conoscenza delle meraviglie dell'universo.

Via Marconi è l'antica via Ponte, per il ponte di legno ricostruito su due enormi tronchi di quercia dopo la paurosa alluvione che l'asportò con la casa sulla riva destra, decenni dopo ricostruita.

Via che con l'andamento quasi rettilineo termina alla piazzetta con giardino, l'antica area del Ponte dove si battevano le “regne” del grano. Da questa Piazza del Ponte, ora abbellita con aiuole e panchine, partono due vie: la via per Vallo, l'antica mulattiera che per il dosso si San Antonio portava a Vallo, e la via San Giovanni da sempre così denominata. via lungo la quale sono giardini, vigneti e orti e con l'omonimo lago collinare. La via poi scende a toccare la contrada Faliotta e San Giuseppe per riunirsi alla via del Metoio.

### Via Roma
La terza via che parte da Piazza San Silvestro è la principale del paese: via Roma, l'antica via Regie Poste quando venne aperto a Ceraso l'ufficio postale. Pure negli anni Venti, per decreto ministeriale si volle che in ogni città, ogni capoluogo di Comune dedicasse la via principale al nome eterno di Roma, dove convergono e partono tutte le vie d'Italia.

Lungo di essa, e a sinistra, la via dei Carbonai, un tempo Vico Zingari, perché nell'ampia stalla dell'estinta famiglia Lancillotti sostavano temporaneamente le famiglie di quei nomadi.

Vico poi impropriamente detto via degli Aranci, ma solo ora via perché si unisce a via Lancillotti. via che si propone denominare così a ricordare gli affiliati alla Carboneria. La setta, che tante preoccupazioni destava al governo borbonico, che qui aveva una “vendita”, la sede dei “Figli dell'onore”.

La via Roma prosegue fino a Piazza Mazzini. È inutile dire del grande esule genovese, simbolo del diritto di ogni popolo di liberarsi dagli oppressori e che aspirava, operando, a un'Italia repubblicana. Il nome venne dato alla piazza principale del Capoluogo alla fine dell'Ottocento, quando s'incisero sul marmo oltre la dicitura di Piazza Mazzini, quelle di via Fuschi e via Velina a Ceraso, via Ferolla e via Montesanto a Santa Barbara e Corso Garibaldi a San Biase.

### Via Fuschi
Via Fuschi. Venne così denominata la via che da Piazza Mazzini, voltando a destra, si univa a via Ponte, poi via Marconi. La via ricorda gli antenati della famiglia de Fusco che in quella via avevano le proprie abitazioni. Famiglia nota in tutto il Regno di Napoli per aver dato i natali a Pietro de Fusco.

### Via Velina, via Municipio, via Vecchia
Da piazza Mazzini partono altre tre vie: la via Velina, la via Municipio e la via Vecchia.
1. Via Velina. La lastra marmorea indica ancora l'antica via per Velia. Essa lascia a sinistra un passaggio sotto arcate che l'unisce alla via dei Conciatori che dovrebbero ricordare l'industria della concia delle pelli.
Questa via lascia a sinistra il Vico dietro la chiesa e termina sulla via Velina di fianco alla cancellata del sagrato della chiesa di San Nicola. Chiesa ampliata nel Settecento e definitivamente completata cento anni or sono. Una delle più belle chiese della diocesi con i suoi altari policromi e la sua splendente nudità per un più intimo raccoglimento spirituale.

Antistante la chiesa, la Piazza della Madonnina, per il Capitello votivo eretto di recente con un dipinto della Vergine. A destra della Piazza la via del Fiume che porta alla riva destra del Palistro. In fondo alla Piazza e a sinistra continua la via Velina che più avanti giunge a un largo che si propone di chiamare Largo Pietro Giordano.
Dal largo Giordano la via Velina prosegue, costeggia in parte il Palistro e poi, attraverso orti e giardini, sale alla provinciale per la Petrosa, la sorpassa e si unisce all'antica via del Sale.

Da Piazza Mazzini partono pure, come si è detto, altre due vie, la principale che si propone di denominare via Municipio e la via Vecchia.
La via Municipio, già via Santa Barbara e poi via Serre, taglia a destra il giardino Iannicelli e si amplia, a destra in una piazza antistante la nuova sede comunale. Un dislivello tra la strada e l'ingresso del Nuovo Municipio verrà utilizzato come anfiteatro, la cui “cavea” tocca il palazzo municipale (Piazza Anfiteatro). La strada prosegue, svolta a sinistra, lascia a destra l'attuale tratto della via Vecchia, l'edificio scolastico e via Lunga. Svoltando a destra, la via attraversa il ponte e si amplia a triangolo lasciando a destra un tratto dell'antica via per S.Barbara, ora via Campo Sportivo e via Serre, tratto della provinciale che per le case che la fiancheggiano è da considerare via interna dell'abitato.

Dal largo triangolare la strada prosegue, a sinistra per S.Barbara e pur'essa, per le case ai suoi lati, è da ritenere via interna che si propone di denominare via San Antonio, così indicata dalla popolazione. Va ricordato che di fronte all'edificio scolastico scende l'antica via per Santa Barbara con a sinistra una limpida fontana. Superato il torrente la via saliva (ora c'è un orto) per unirsi all'odierna via Campo Sportivo.
La via Vecchia parte pure, a sinistra, da Piazza Mazzini. È l'antica via pedonale che da Ceraso portava Santa Barbara. La via, dopo aver lasciato, a destra, il triangolare relitto del giardino Iannicelli ora "Giardini Pio Fusco" (la Villetta), che si proponeva chiamare Villa Iannicelli, poi adibito a giardino pubblico con fontana e panchine, sale verso la parte alta del paese. Svoltando a sinistra lascia, a destra, un accesso con scalini che porta a via Municipio.
La via prosegue fino a un largo triangolare con fontana da cui parte la via Lunga. La via Vecchia svolta a destra con di fronte l'edicola di San Antonio, e prosegue lasciando a destra il Vico lungo, a sinistra la Traversa via Lunga e scende terminando a via Municipio.
Dal Largo della Fontana parte la via Lunga che si snoda tortuosa per difendersi dai freddi venti di tramontana. Essa svolta a sinistra e poi a destra lasciando a sinistra il Vico dei Monaci. Questo passa sotto arcate e si divide con un tratto a destra e a sinistra che termina in un largo. La via Lunga si amplia in uno spazio triangolare (Largo Soprano) da cui partono, a sinistra il Vico Soprano e a destra la continuazione della via Lunga che lascia a sinistra un vico, ora via perché si unisce alla via Lancillotti e che si propone di chiamare via Michele Cortazzo, il pittore di Ceraso trasferitosi poi a Napoli dove espose nel Museo la sua Maddalena.
Al Museo di Capodimonte c'è il “ Giasone”, mentre a Caserta sono esposti “la Carità Romana” nella Sala di Ricevimento della Regina del Palazzo Reale e il “Figliol Prodigo” nelle sale della Prefettura. A destra della via Lunga passa sotto arcate la Traversa via Lunga che si unisce alla via Vecchia. La via Lunga prosegue ancora e termina a via Municipio, di Fianco all'edificio scolastico.

## Società

### Evoluzione demografica
Abitanti censiti

## Geografia antropica

### Frazioni
Elenco delle frazioni come riportato nello Statuto del Comune di Ceraso:
- Massascusa
- Metoio
- Petrosa
- San Biase
- Santa Barbara

Lo statuto riconosce come contrade i seguenti abitati:
- Campo, Isca, San Nicola e San Sumino.

## Infrastrutture e trasporti

### Strade
- Strada statale 18 Tirrena Inferiore.
- Strada Provinciale 87 Innesto SS 18-Ceraso-Innesto SR 447.
- Strada Provinciale 269 Innesto SR 447(Ascea)-Catona-Mandia-S.Barbara-Ceraso-Innesto SS 18.
- Strada Provinciale 365 Innesto SP 87-Metoio-Pattano-Innesto SS 18.
- Strada Provinciale 430/b Svincolo Vallo Scalo-Pattano-Vallo della Lucania-Ceraso-Cuccaro V.-Futani.
- Strada Provinciale 433 Innesto SP 365-Palistro-Innesto SR 447.

## Amministrazione

### Sindaci
| Periodo        | Periodo        | Primo cittadino | Partito              | Carica  | Note |
| -------------- | -------------- | --------------- | -------------------- | ------- | ---- |
| 23 aprile 1993 | 27 aprile 1997 | Vincenzo Maione | DC                   | Sindaco |      |
| 27 aprile 1997 | 13 maggio 2001 | Vincenzo Maione | centro               | Sindaco |      |
| 13 maggio 2001 | 28 maggio 2006 | Vincenzo Filpi  | centro               | Sindaco |      |
| 29 maggio 2006 | 15 maggio 2011 | Gennaro Maione  | lista civica         | Sindaco |      |
| 16 maggio 2011 | 3 ottobre 2021 | Gennaro Maione  | lista civica Il sole | Sindaco |      |
| 4 ottobre 2021 | in carica      | Aniello Crocamo | lista civica Il sole | Sindaco |      |

### Altre informazioni amministrative
Le competenze in materia di difesa del suolo sono delegate dalla Campania all'Autorità di bacino regionale Sinistra Sele.
Il comune fa parte della Comunità montana Gelbison e Cervati.